# Red Bull RB10
Chronologie des modèles (2014)
Red Bull RB9 Red Bull RB11
La Red Bull RB10 est la monoplace de Formule 1 engagée par l'écurie autrichienne Red Bull Racing dans le cadre du championnat du monde de Formule 1 2014. Elle est pilotée par l'Allemand Sebastian Vettel, quadruple champion du monde en titre et au sein de l'écurie depuis 2009, et l'Australien Daniel Ricciardo, en provenance de la Scuderia Toro Rosso. Les pilotes essayeurs sont le Suisse Sébastien Buemi et le Portugais António Félix da Costa. Conçue par l'ingénieur britannique Adrian Newey, la RB10, présentée le 28 janvier 2014 sur le circuit permanent de Jerez en Espagne, reprend les bases de la réglementation technique en vigueur pour cette saison, avec notamment un moteur turbo, qui fait son retour dans la discipline.

## Création de la monoplace
La réglementation technique de la Formule 1 évoluant radicalement en 2014, la Red Bull RB10 est dotée d'un moteur V6 turbocompressé, d'un système de récupération de l'énergie cinétique de 161 chevaux contre 80 les années précédentes, un museau en fourmilier à 185 millimètres au-dessus du sol, un aileron avant raccourci de 150 millimètres et un gain de masse de 49 kilogrammes.
Techniquement, la RB10 arbore un nez de fourmilier plat ; l'aileron avant, moins complexe que celui de la Red Bull RB9, reste travaillé et les dérives sont modifiées. L'aileron arrière est doté d'un mât central courbé dans son ensemble tandis que la sortie d'échappement se termine juste avant l'aileron arrière. L'extracteur de la RB10 est fortement bombé sous la sortie d'échappement. La coque de la monoplace, inspirée de la Red Bull RB4 de 2008, est bombée afin de réduire le maître-couple alors que les entrées d'air sont plus rondes et importantes que sur la RB9.
Christian Horner, directeur sportif de l'écurie Red Bull, déclare : « Le nouveau règlement remet les compteurs à zéro et c'est une opportunité pour nos ingénieurs de s’attaquer à un nouveau défi ». Il insiste sur le fait que la fiabilité sera essentielle et que le moteur le plus puissant et le plus fiable donnera un grand avantage aux équipes qui l'utiliseront.
Adrian Newey, le directeur technique, a confié ses inquiétudes quant à l'aspect sécuritaire des nouvelles monoplaces : « Ce changement est supposé aller dans le sens d'une plus grande sécurité mais je me demande si ce n'est pas l'inverse. Plutôt que décoller sur une autre monoplace, la voiture pourrait s'encastrer sous l'arrière d'une autre F1 ou se planter dans un mur de protection ». Il explique en outre la philosophie de la partie avant des monoplaces de 2014 : « C'est une réglementation assez drôle, à la base ce qu'elle fait est de créer un angle d'une hauteur maximale sur le côté, et au-dessus de ça il y a un espace de 50mm derrière l'avant du nez que nous devons rejoindre, et cet espace est assez bas, bien plus bas que l'angle de vision sur le côté. Donc ce avec quoi vous finissez est presque deux nez. Le plus gros des deux est la partie principale du nez et ensuite un bulbe en ressort pour satisfaire la règle demandant d'abaisser le nez »

## Saison 2014
À Jérez, les Red Bull RB10 souffrent du manque de fiabilité du V6 Renault. À Bahreïn, malgré des améliorations, les monoplaces peinent à enchaîner les tours. Les problèmes viennent de l'intégration du groupe propulseur au châssis ; les RB10 n'ont en effet passé le crash-test obligatoire que dix jours avant le débuts des essais.
À Melbourne, Ricciardo, deuxième, derrière Rosberg, est finalement déclassé à cause d'un débit maximal d'essence non respecté. Christian Horner déclare : La première fois que la voiture a dépassé le cap des 20 tours sans ennuis, c'était en course.
Ricciardo s'impose au Canada, en Hongrie et en Belgique. 
Red Bull Racing finit deuxième du championnat constructeur, loin derrière Mercedes et devant Williams.

## Résultats en championnat du monde de Formule 1
| Saison | Écurie                   | Moteur                          | Pneus   | Pilotes          | Courses | Courses | Courses | Courses | Courses | Courses | Courses | Courses | Courses | Courses | Courses | Courses | Courses | Courses | Courses | Courses | Courses | Courses | Courses | Points inscrits | Classement |
| Saison | Écurie                   | Moteur                          | Pneus   | Pilotes          | 1       | 2       | 3       | 4       | 5       | 6       | 7       | 8       | 9       | 10      | 11      | 12      | 13      | 14      | 15      | 16      | 17      | 18      | 19      | Points inscrits | Classement |
| ------ | ------------------------ | ------------------------------- | ------- | ---------------- | ------- | ------- | ------- | ------- | ------- | ------- | ------- | ------- | ------- | ------- | ------- | ------- | ------- | ------- | ------- | ------- | ------- | ------- | ------- | --------------- | ---------- |
| 2014   | Infiniti Red Bull Racing | Renault Energy F1-2014 V6 Turbo | Pirelli |                  | AUS     | MAL     | BAH     | CHI     | ESP     | MON     | CAN     | AUT     | GBR     | ALL     | HON     | BEL     | ITA     | SIN     | JAP     | RUS     | USA     | BRÉ     | ABU     | 405             | 2e         |
| 2014   | Infiniti Red Bull Racing | Renault Energy F1-2014 V6 Turbo | Pirelli | Sebastian Vettel | Abd     | 3e      | 6e      | 5e      | 4e      | Abd     | 3e      | Abd     | 5e      | 4e      | 7e      | 5e      | 6e      | 2e      | 3e      | 8e      | 7e      | 5e      | 8e      | 405             | 2e         |
| 2014   | Infiniti Red Bull Racing | Renault Energy F1-2014 V6 Turbo | Pirelli | Daniel Ricciardo | Dsq     | Abd     | 4e      | 4e      | 3e      | 3e      | 1er     | 8e      | 3e      | 6e      | 1er     | 1er     | 5e      | 3e      | 4e      | 7e      | 3e      | Abd     | 4e      | 405             | 2e         |

Légende : ici